# マジックキャッスル (オンラインゲーム)
『ディズニー  マジックキャッスル オンライン』（Disney Magic Castle Online）は、ディズニーが提供していたパソコン用オンラインゲーム。通称、「マジックキャッスル」。ニンテンドー3DS、Nintendo Switch用ゲームソフトやAndroid、iOS向けゲームアプリ、トレーディングカードゲーム、児童向け小説として、同名を冠した いくつかの派生作品も作られている。
なお、以下の派生作品についても本記事で説明する。
- 『ディズニー マジックキャッスル マイ・ハッピー・ライフ』
バンダイナムコゲームス発売のニンテンドー3DSのゲームソフト。2013年8月1日発売
- 『ディズニー マジックキャッスル マイ・ハッピー・ライフ2』
バンダイナムコエンターテインメント発売のニンテンドー3DSのゲームソフト第2弾。2015年11月5日発売
- 『ディズニー マジックキャッスル キラキラ・ハッピー・ライフ』
角川つばさ文庫の児童向け小説。2017年10月15日発売
- 『ディズニー マジックキャッスル ドリーム・アイランド』
iOS端末・Androidスマートフォン用ゲームアプリ。
- 『ディズニー マジックキャッスル まほうのHAPPYミラー』
バンダイナムコアミューズメント稼働の子ども向けアーケードゲーム。2016年4月26日より稼働開始
- 『ディズニー マジックキャッスル キラキラシャイニー★スター』
バンダイ稼働のデータカードダス(DCD)。2016年12月8日より稼働開始
- 『ディズニー マジックキャッスル 魔法のタッチ手帳 ドリームパスポート』
ペンタブレット手帳タイプの電子玩具。2017年10月7日発売
- 『ディズニー マジックキャッスル マイ・ハッピー・ライフ2： エンチャンテッドエディション』
バンダイナムコエンターテインメント発売のNintendo Switchのゲームソフト第1弾。マイ・ハッピー・ライフ2のリメイク版。2021年12月2日発売

## 概要
マジックキャッスル
マジックキャッスル王国

国の標語: 夢と魔法の王国

ウォルト・ディズニー・インターネットグループ（WDIG）が、ディズニーファンのための仮想空間としてディズニーゲームズにて提供していたパソコン用オンラインゲーム。2006年（平成18年）10月10日サービス開始。2014年（平成26年）9月11日サービス終了。通称、マジックキャッスル。略称はMC、「マジキャ」「MCO」「魔城」など。

### システム
マジックキャッスルはInternet ExplorerやGoogle ChromeといったブラウザのAdobe Flash上でプレイでき、2D RPG風のマップで描かれ、「ダウンタウン・スクウェア」で他のプレイヤーと交流したり、ソリティアやパズルゲーム「マジカルスイーツ」、サーフィン、他のプレイヤーとのじゃんけんなど様々なミニゲームを遊ぶこともできた。
自分のキャラクターはアバターとして着せ替えることができ、マップ画面の小さいキャラにも描写が反映される。また、ポートレートとして、アバター画像をダウンロードすることもできた。
また、ディズニーのキャラクターの描かれたカードをコレクションすることができ、プレイヤーはマップの様々なところを「話しかける」ことによって、それらに描かれた星を集めた。
このカードは、ゲーム内通貨「ペコス」(Pecos)と交換することもできた。
マジックキャッスルはロビーとなる城下町「キャッスルタウン」と作品毎に複数のテーマエリアに分かれており、現実の時間と連動してフィールド画面やBGMが変化する。
ディズニーパークである「東京ディズニーランド」「東京ディズニーシー」のパークイベントと連動したイベントも実施された。
派生作品においても「主人公は自分(アバター)」、「自由に着せ替え」ができる、「ディズニーキャラクターと一緒」という面が受け継がれている。

### ワールド
プレイヤーが移動できるエリア「ワールド」が存在した。各ワールドでは、各ディズニー作品の世界観が再現されていた。
| 作品                               | タイプ                                | ワールド名                       | 付属マップ                                                                                            | 桟橋 | オープン年 |
| ---------------------------------- | ------------------------------------- | -------------------------------- | --- | ---- | ---------- |
| マジックキャッスル                 | ショップ 広場 ミニゲーム              | マジックキャッスル               | キャッスルタウン（城下町） プリンセス・キャッスル（お城の中） お城のキッチン ダウンタウン・スクウェア | 〇   | 2006年     |
| パイレーツ・オブ・カリビアン       | ショップ ミニゲーム                   | パイレーツワールド               | - | -    | 2007年     |
| リロ・アンド・スティッチ           | ミニゲーム (サーフィン) 広場 ショップ | スティッチワールド（カウアイ島） | ビーチ                                                                                                | 〇   | 2008年     |
| モンスターズ・インク               | 広場 ミニゲーム ショップ              | モンスターズワールド             | - | -    | 2009年     |
| ナイトメアー・ビフォア・クリスマス | ミニゲーム ショップ                   | ハロウィンタウン                 | - | -    | 2008年     |
| くまのプーさん                     | ミニゲーム ショップ                   | 100エーカーの森                  | - | 〇   | 2011年     |

## 歴史
- 2006年
  - 10月10日 - 日本初のディズニーオンラインゲームサイトとして開設されたディズニーゲームズ内のコンテンツとしてオープン。
  - 12月20日 〜 25日 - 鈴木亜美ライブ「Live in Magic Castle」がお城のイベントホールで開催[20][21]。
- 2007年
  - 4月 – 「パイレーツワールド」がオープン[22]。
  - 9月 – 「『ハイスクール・ミュージカル』ライブ in マジックキャッスル」がお城のイベントホールにて開催。2万人限定で予約チケット制。
- 2008年
  - 4月 – 「ダウンタウン・スクウェア β版」 がオープンし、他のアバターと交流可能になる。
  - 7月 – 「スティッチ・ワールド[23]」がオープン[24][25]。
  - 9月4日 – ダウンタウン・スクウェアの北にある「マジックキャッスル・レジデンス」にて、「マイルーム」サービス開始[26][27][28]。
  - 9月30日 〜 10月31日 – 「秋の大感謝祭」開催[29][30][31]。
  - 10月 – 「ハロウィン・タウン[32]」がオープン。他のプレイヤーのマイルームが訪問できるようになる。ペコスで家具が買えるようになる[33]。
- 2009年
  - 4月10日 – 「モンスターズシティ」がオープン[34][35][36][37]。
  - 5月11日 〜 6月1日 – 「マジックキャッスル住民100万人突破記念キャンペーン」。お城が一般公開される[38][39][5][40]。
  - 8月 – 「サリーとマイクのノリノリダンス」イベント開催[41][42]。
  - 10月 – 「マジックキャッスル3周年記念イベント」開催[38][43][44]。DS 『スティッチ!DS オハナとリズムで大冒険』プレゼント企画第1弾[45]。
  - 11月 - DS 『スティッチ!DS オハナとリズムで大冒険』プレゼント企画第2弾[46][47]。
  - 12月 - 「人生ゲーム」とコラボしたアバターアイテムの期間限定配布[48]。
- 2010年
  - 1月14日 – DS 『スティッチ!DS オハナとリズムで大冒険』プレゼント企画第3弾[49][50]。
  - 2月3日 – 「フレンド機能」追加[51][52][50]。
  - 2月〜6月 – 「スティッチ エイリアン図鑑」イベント開催[53]
  - 2010年3月2日 – 「DS『ティンカー・ベルと月の石』特製アバタープレゼントキャンペーン」開始[54][55][56]。
  - 3月16日 〜 9月30日 – 「トイ・ストーリー3激レアカードをゲット」キャンペーン開催[57][58]。同時に限定アバターアイテムの配布[59]。
  - 4月1日 〜 6月30日 - 「春の祭典エッグハントラリー イースター2010」開催[60][61]。
  - 5月31日 - 『マジカル・バザール』のサービス終了に伴い、マジカルバザールからの衣装発送サービスを終了。
  - 6月26日 - 「スティッチの日」記念イベント[62][63]。
  - 7月21日 〜 8月24日 – 「夏休みイベント おうこく体操“ナミナミナ”」開催[64][65][66][67][68]。
  - 9月30日12時10分 – マジックキャッスル大リニューアル[69][70]。
  - 12月7日 - 映画『トロン: レガシー』公開を記念し、翌年1月10日までサム・フリンとクルーのアバターアイテムを配布[71][72]。
- 2011年
  - 1月18日 – 「UniBEARsityショップ」がキャッスルタウンにオープン[73][74]。
  - 2月22日 - ディズニーゲームズサイト内に「ポートレートスタジオ」ページを開設[75][76][77]。
  - 3月1日 〜 3月31日 – 『塔の上のラプンツェル』公開記念キャンペーン開催[78]。キャッスルタウンの人々の日常を描いたコミック『マジックキャッスルストーリーズ』のシーズン4配布開始[79][78]。
  - 3月14日 - ベネッセとのコラボにより、制服をモチーフとしたアバターアイテムを期間限定配布[80]。
  - 4月5日 – 前年の3月2日から続いていた「DS『ティンカー・ベルと月の石』特製アバタープレゼントキャンペーン」終了。
  - 4月5日 〜 5月16日 – 「春の祭典エッグハントラリー イースター2011」開催[81]。
  - 5月17日 – 「映画『パイレーツ・オブ・カリビアン/生命の泉』公開記念イベント」開催[82]。
  - 7月19日 〜 8月30日 - 「UniBEARsity 夏休みイベント」開催[83]。ベネッセとのコラボアバターアイテム配布企画第2弾も同時開催（〜8月22日）[84]。
  - 8月3日 – 「100エーカーの森」が「はちみつの日」[85]に合わせてオープンした[86][87][88]。
  - 9月6日 – 桟橋で、「魚釣り」ができるようになる[89][90][91][92][93]。
  - 10月4日 〜 10月31日 - 「マジックキャッスル5周年記念イベント」開催。期間限定でお城の2階が一般開放され、ユーザーが王様に謁見できる[94]。
  - 11月15日 〜 12月5日 - ミッキーマウスの誕生日（『蒸気船ウィリー』でのスクリーンデビューの日）を記念したアバターアイテムの配布[95]。
  - 12月20日 – キャッスルタウンの釣具ショップに新作釣竿が登場。従来の釣竿より、やや高価だが魚が釣れやすくなった[96]。
- 2012年
  - 2月7日 〜 3月5日 - 『フィニアスとファーブ』より、ドゥーフェンシュマーツ博士のアバターアイテム配布企画開催[97]。
  - 2月28日 〜 3月27日 - ベネッセとのコラボアバターアイテム配布企画第3弾開催[98]。
  - 4月3日 〜 5月14日 - イースターイベント開催[99]。
  - 7月3日 - 『メリダとおそろしの森』のアバターアイテムを公開[100]。
  - 7月10日 〜 8月31日 - ベネッセとのコラボアバターアイテム配布企画第4弾開催[101]。
  - 7月24日 - 『フィニアスとファーブ』とコラボした夏休みイベントを開催[102]。夏と冬が合体した「スウィンター」により、雪が積もった。
  - 9月4日 – 映画『ファインディング・ニモ 3D』公開にあわせ、記念メッセージカードが配布された[103]。
  - 9月11日 - WebMoneyやクレジットカードで購入できた有料マイルームアイテム（家具）の販売終了。ペコスで購入できる家具については販売継続[104]。
  - 11月18日 〜 11月26日 – 「ミッキーバースデーイベント」開催[105][106][107]。
  - 11月27日 – 『フランケンウィニー』公開記念イベント開催[108][109]。
  - 12月4日 – 「クリスマスイベント」開催[110][111]。
  - 12月27日 – あちこちに門松が飾られ、城内の絵画も着物姿のミッキーとミニーになった（2013年1月14日まで）[112]。
- 2013年
  - 1月15日 – 『トロン：ライジング』イベント[113]、「UniBEARsity2周年記念イベント」開催[114][115]。
  - 2月5日 – バレンタインイベント開催[116][117]。
  - 2月20日 〜 3月18日 - 3月2日の「ミニーの日」にあわせた「メッセージカード」の配布[118]。
  - 3月4日 〜 4月15日 - 「『シュガー・ラッシュ』公開記念イベント」開催[119][120]。
  - 3月7日 - 3DSソフト『ディズニー マジックキャッスル　マイ・ハッピー・ライフ』（「3DS版マジックキャッスル」）発売が発表される[121]。
  - 4月16日 - 桟橋で釣れるアイテムが新たに追加され、「さかな」の他に様々なディズニーキャラクターにまつわるアイテムが釣れるようになった[122][123]。
  - 5月 - 『ちいさなプリンセス ソフィア』イベント開催[124][125][123]。
  - 6月18日 〜 8月5日 – 『モンスターズ・ユニバーシティ』イベント開催[126]。「スティッチの日」（6月26日）記念イベント開催[127]。
  - 7月 - 「ユニベアシティ イベント」開催[128]。映画『ローン・レンジャー』公開を記念したアバターアイテムの販売開始[129]。
  - 7月18日 〜 8月19日 - 100エーカーの森で「はちみつの日」記念イベント開催[85][130]。
  - 8月1日 – 『ディズニー マジックキャッスル マイ・ハッピー・ライフ』発売記念イベント開催[128][131]。3DS版連動キャンペーン第1弾[132][107]。
  - 9月3日 – 『リトル・マーメイド ダイヤモンド・コレクション』発売を記念して、アリエルとトリトン王のアバターアイテムが配布された[133][134]。
  - 9月17日〜11月4日 – ハロウィーンイベント開催[135]。
  - 10月1日 – 10月15日で7周年を迎えるマジックキャッスルの記念イベントが開催[38][136][137]。
  - 10月10日 - 3DSソフト「ディズニー マジックキャッスル マイ・ハッピー・ライフ」に『パイレーツ・オブ・カリビアン』ワールドがオープン[138]。
  - 10月15日 – 「メープル＆シロップ」がユニベアショップにて販売開始[139][140]。
  - 11月5日 – 11月18日のミッキーマウスの誕生日をお祝いして、ユーザーに『ミッキーの大演奏会』のミッキーのコスチュームがプレゼントされた[141]。
  - 11月15日 〜 - 3DS版マジックキャッスル連動キャンペーン第2弾[142][143]。
  - 12月3日 – クリスマスイベント開催[144][145]。映画『プレーンズ』公開記念イベント開催[146][145]。「フィニアスとファーブ マーベル・ヒーロー大作戦」とコラボしたアバターアイテムが配布された[145]。
  - 12月26日 〜 2014年1月 - お正月イベント開催[147][148]。
- 2014年
  - 1月14日 〜 2月3日 - 「ユニベア3周年記念イベント」開催[149]。
  - 2月18日 〜 3月3日 - 3月2日の「ミニーの日」にあわせた「メッセージカード」の配布[150]。
  - 3月4日 〜 4月14日 - 「映画『アナと雪の女王』公開イベント」開催。オラフの着ぐるみの無料配布、アナ、エルサのコスチューム販売開始[151]。
  - 3月4日 〜 3月31日 - 「ホワイトデーイベント」開催。メッセージカードの配布[151]。
  - 3月18日 〜 4月14日 - 「映画『ウォルト・ディズニーの約束』」公開記念イベント開催。アバターアイテム無料配布[152]。
  - 3月18日 〜 5月12日 - 『ディスク・ウォーズ:アベンジャーズ』放送開始記念イベント開催。アバターアイテム無料配布[152]。
  - 4月1日 〜 5月12日 - イースターイベント開催[153][154]。
  - 5月13日 〜 6月16日 - グーフィーとドナルドの誕生日（それぞれ5月25日と6月9日）に合わせた「グーフィー＆ドナルド記念日イベント」開催[155]。
  - 6月3日 〜 7月14日 - 「新作ユニベアシティ『ブルー＆バニラ＆パイ』登場」記念イベント[156]。
  - 6月3日 〜 6月30日 - 「スティッチの日」記念イベント[156]。
  - 6月10日 - サービス終了を発表[157]。
  - 6月17日 - 映画『マレフィセント』の公開を記念したイベントが開催された。マレフィセントとオーロラ姫のコスチュームが配布された[158]。
  - 7月17日 〜 8月18日 - 100エーカーの森で「はちみつの日」記念イベント開催[85][159]。
  - 8月19日 - 「マジックキャッスルファイナルイベント」開催[38][160]。
  - 9月11日14時 - マジックキャッスルサービス終了[157][160][161]。

## 派生作品
ニンテンドー3DS用ゲームソフトやNintendo Switch、Android、iOS向けゲームアプリ、トレーディングカードゲーム、児童向け小説として、「マジックキャッスル」は同名を冠したいくつかの派生作品も作られている。また、シールのようなグッズも存在する。
これらを、シリーズやメディアミックス群としてみることもできる。

### ディズニー マジックキャッスル マイ・ハッピー・ライフ
2013年8月1日発売。ニンテンドー3DSのゲームソフト。バンダイナムコゲームスが開発。

### ディズニー マジックキャッスル マイ・ハッピー・ライフ2
2015年11月5日発売。ニンテンドー3DSのゲームソフト第2弾。バンダイナムコゲームスが開発。

### ディズニー マジックキャッスル キラキラ・ハッピー・ライフ
2017年10月15日発売。角川つばさ文庫の児童向け小説。作者は、うえくら えり。 挿絵は、ミナミ ナツキ。ISBN 9784046317322

### ディズニー マジックキャッスル ドリーム・アイランド
iOS端末・Androidスマートフォン用ゲームアプリ。牧場を運営するシミュレーションゲーム。2014年12月15日より正式配信。2017年5月よりマーベラスAQLよりウォルト・ディズニー・ジャパンに運営を移管、『ディズニー マジカルファーム 〜マジックキャッスルストーリー〜』に改称した。2019年3月26日16時サービス終了。

### ディズニー マジックキャッスル まほうのHAPPYミラー
2016年4月26日より稼働開始した『ナレルンダー! 仮面ライダー』シリーズに続くKinectを使った子供用アーケードゲーム。バンダイナムコアミューズメント開発。
ゲーム内でディズニーキャラクターの衣装を着た自分を動かすことができ、プレイの最後に衣装に着替えた姿を撮影できる。2017年12月には塔の上のラプンツェルステージが追加。

### ディズニー マジックキャッスル キラキラシャイニー★スター
2016年12月8日より稼働開始したデータカードダス(DCD)。カードを使って着せ替えをしたマイキャラでリズムゲームに挑戦する。バンダイ開発。
バンダイでは以前よりデータップやくじガシャポンの前例はあるものの、DCDとしては初のゲーム筐体とガシャポンが合体したゲームである。カードの他、マイキャラのセーブデータをICカードではなく「キー」と呼ばれる鍵型玩具に読み書きする。「キー」は備え付けの『ガシャポン マジカルシャイニー★キーコレクション』で入手できるほか、ゲームで大当たりが出ると下段の抽選景品専用ガチャポンから限定の『キラキラシャイニー★キー』が排出される。
フラワーシーズンよりポイントを集めることでもキラキラシャイニー★キーを手に入れることができるようになった。
ドリームシーズンを以て、2019年5月末でサービス終了。

#### 主な登場キャラクター（データカードダス）
1だん
- 『ミッキー&フレンズ』 - ミッキーマウス、ミニーマウス、プルート、ドナルドダック、デイジーダック、グーフィー
- 『ふしぎの国のアリス』 - アリス、白うさぎ、三月うさぎ、マッドハッター
- 『くまのプーさん』 - くまのプーさん、ピグレット、ティガー
- 『シンデレラ』 - シンデレラ、フェアリー・ゴッドマザー

2だん
- 『白雪姫』 - スノーホワイト（白雪姫）、7人のこびと

3だん
- 『美女と野獣』 - ベル、ミセスポット&チップ、ルミエール&コグスワース
- 『チップとデールシリーズ』 - チップ&デール

4だん
- 『アラジン』 - ジャスミン
- 『眠れる森の美女』 - オーロラ姫
- 『リトル・マーメイド』 - アリエル

5だん
- 『リロ・アンド・スティッチ』 - スティッチ、リロ

6だん
- 『ちいさなプリンセス ソフィア』 - ソフィア

フラワーシーズン
- 『塔の上のラプンツェル』⁻ 塔の上のラプンツェル、フリン・ライダー

#### リリース（データカードダス）
- 2016年12月8日 1だん稼働開始
- 2017年2月2日 2だん稼働開始
- 2017年4月6日 3だん稼働開始
- 2017年6月22日 4だん稼働開始
- 2017年8月24日 5だん稼働開始
- 2017年11月9日 6だん稼働開始
- 2018年1月18日 1stアニバーサリー弾
- 2018年3月29日 フラワーシーズン
- 2018年6月14日 マリンシーズン
- 2018年8月30日 キャンディシーズン
- 2018年11月1日 クリスタルシーズン
- 2019年1月24日 ドリームシーズン

### ディズニー マジックキャッスル 魔法のタッチ手帳 ドリームパスポート
2017年10月7日発売のペンタブレット手帳タイプの電子玩具。前述のデータカードダスやドリームコーデシールとも連動が可能。
- 関連商品
  - ドリームコーデシール（カード着せ替え用デコシール）
  - ドリームコーデシール帳
  - ドリームショルダーポシェット

### ディズニー マジックキャッスルマイ・ハッピー・ライフ2： エンチャンテッドエディション
2021年12月2日発売。Nintendo Switchのゲームソフト第1弾。バンダイナムコエンターテインメントが開発。前作マイ・ハッピー・ライフ2のリメイク版。初週売上本数は13348本（パッケージ版）

#### 主な相違点
- 画面の高解像度化
- 処理落ちの修正
- ロード時間の短縮(例:別のエリアを跨いでからの移動が3DS版の4秒から1秒、ミッキー達の最初のダンスのお披露目するまでが3DS版の6秒から3秒等)
- 無料DLCの事前収録
- コーデのメニュー画面に「いま着ている服」の詳細が常に一括表示、身に着けるものに選択するときにアイテムのテーマとレア度等の詳細情報の表示
- テーマと素材などのアイコンの数が10枠から14枠に増加
- ZRボタンで街の掲示板を瞬時に表示
- 3DSの下画面の役割の地図が右上に表示され、＋ボタンで広さを調整
- あいさつとカフェのリクエストの選択肢の列が5列から10列に増加
- 日本版のみ日本語音声と英語音声の同時収録の他、英文の追加(一部の海外は3DS版に存在しない中国語と韓国語の新規追加)